# Seraphim Rose
Serafim Rose, občanským jménem Eugene Dennis Rose (13. srpna 1934 – 2. září 1982) byl americký jeromonach v Ruské pravoslavné církvi v zahraničí. Založil monastýr svatého Hermana Aljašského v obci Platina v Kalifornii. Přeložil pravoslavné texty a napsal několik polemik. Jeho spisy vznikaly s cílem napomoci šíření pravoslaví v západním světě. Byl populární i v Rusku samotném, kde byly jeho spisy tajně reprodukovány a šířeny už za komunistické éry a kde zůstávají oblíbené dodnes.
Rose stál v opozici proti účasti pravoslavných křesťanů v ekumenickém hnutí a obhajoval sporné učení o vzdušných celnicích, což ho dovedlo do konfliktu s některými významnými osobnostmi pravoslaví 20. století a v některých kruzích zůstal považován za kontroverzního i po své náhlé smrti následkem nediagnostikované střevní poruchy roku 1982. Přesto ho řada pravoslavných křesťanů chová ve velké úctě, ctí ho jako svatého v ikonografii, liturgii a modlitbách, ačkoliv zatím nebyl oficiálně žádným pravoslavným synodem kanonizován.
Roseho monastýr je pod správou srbské pravoslavné církve, provozuje publikační činnost a pravoslavnou misijní aktivitu (situace v roce 2010).

## Mládí
Eugene Rose se narodil 13. srpna 1934 v San Diegu. Jeho otec, Frank Rose byl veterán z první světové války, který vedl obchod "Karmel Korn Shop" společně se svou ženou Esther. Esther byla malířkou, která se specializovala na impresionistické scény tichomořského pobřeží. Starší sestra Eileen byla spisovatelkou, členkou menzy a expertkou na starožitnosti. Jeho druhým sourozencem byl starší bratr Frank, který byl místním podnikatelem.
Někteří autoři uvádí, že Rose byl v mládí sportovcem, pravdou nicméně je, že se nikdy vážně sportem nezabýval. Byl pokřtěn v metodistické církvi, později ji ve 14 letech Rose opustil a stal se ateistou. Po absolvování střední školy v San Diegu přešel na Pomona College, kde studoval čínskou filozofii a v roce 1956 promoval. Během studií v Pomoně pomáhal jako předčítač knih  nevidomému studentu Vedu Mehtovi. Mehta se později stal spisovatelem a zmínil se o Roseovi ve dvou svých knihách. Poté Rose studoval pod vedením Alana Wattse na Americké akademii asijských studií a následně nastoupil magisterské studium orientálních jazyků na Kalifornské univerzitě v Berkeley, kde promoval v roce 1961 prací „'Prázdnota' a 'Plnost' v pojetí Lao-c'“.
Rose byl velmi jazykově nadán, byl známý svým smyslem pro humor. V San Franciscu, kde se usadil po dokončení magisterského studia, chodil na operu, koncerty, zabýval se uměním, literaturou i dalšími kulturními záležitostmi. V té době se věnoval buddhismu a dalším asijským filozofiím.

## Duchovní hledání
Během studií na Wattsově asijském institutu četl Rose spisy francouzského metafyzika René Guénona a dostal se do styku s čínskou taoistickou školou Gi-ming Shien. Shien představuje využití přístupu starých Číňanů k učení a hodnotám v moderní interpretaci. Inspirován touto školou, Rose studoval starověkou čínštinu aby mohl číst rané taoistické texty v originálním jazyce. Ve škole Shien a v Guénónovi hledal Rose autentickou duchovní tradici. Nakonec se skrze východní náboženství vrátil zpět ke křesťanství, konkrétně do Ruské pravoslavné církve, částečně také díky přátelství s Jonem Gregersonem.

## Pravoslaví
V roce 1962 byl Rose přijat do Ruské pravoslavné církve v zahraničí v San Franciscu. Brzy se stal známým místnímu duchovnímu v San Franciscu, sv. Janu Maximoviči, jako vážný a studující konvertita. V roce 1963 arcibiskup Jan požehnal Rosemu a jeho novému příteli, Glebu Podmoshenskymu ruskému pravoslavnému seminaristovi, k vytvoření společenství pravoslavných nakladatelů a vydavatelů, „Bratrstvo svatého Hermana Aljašského“. V březnu 1964 Rose otevřel pravoslavné knihkupectví při katedrále ROCOR na Geary Boulevard v San Franciscu. V roce 1965 bratrstvo založilo nakladatelství St. Herman Press, které funguje dodnes.
Bratrstvo se nakonec odebralo z města do přírody v severní Kalifornii, kde se roku 1968 Rose a Podmoshensky stali mnichy a Bratrstvo svatého Hermana Aljašského  přeměnili na plnohodnotnou mnišskou komunitu. Roseho rodiče jim pomohli zakoupit pozemek na vrcholu kopce v Platině v Kalifornii, kde Rose s přáteli postavili monastýr pojmenovaný po svatém Hermanu Aljašském. Při svém postřižení v říjnu 1970 si Rose vybral jméno „Serafim“ podle svatého Serafima Sarovského. Psal, překládal a studoval, aby se stal knězem. Žil ve své cele, což byla jednopokojová kabina bez tekoucí vody a elektřiny, kde bydlel až do konce života. Byl rukopoložen roku 1977 biskupem Nektarijem ze Seattlu.
Během svého kněžství Rose mluvil často o „pravoslaví srdce“, které chybí v duchovním životě Američanů. Mluvil o potřebě srdečnosti a laskavosti ducha, zejména při jednání s těmi, s nimiž nesouhlasíme. To považoval za rostoucí problém pravoslaví v USA, stejně jako konflikt mezi „tradicionalisty“ a „modernisty“.

## Práce
V lednu 1965 Rose založil dvouměsíčník The Orthodox Word - tiskl ho na ručním lisu v knihkupectví na Geary Boulevard. Tento časopis vychází dodnes, je již tištěn na moderních tiskařských lisech. Sestavil a publikoval desítky titulů, jako Boží zjevení lidské duši, Pravoslaví a náboženství budoucnosti a Duše po smrti. Přeložil a publikoval Pravoslavnou dogmatickou teologii otce Michaela Pomazanskyho. Rose překládal své knihy také do ruštiny, aby pak mohly být šířeny v SSSR samizdatem. Dále také překládal díla církevních otců do angličtiny.

## Výroky
- „Život se stává neustálým hledáním „zábavy“; což je mimochodem slovo v dřívějších dobách zcela neznámé a nepoužívané; v devatenáctém století v Rusku či v jiné odpovědné civilizaci by jeho významu vůbec nerozuměli. Život je nepřetržité dychtění po „rozptýlení“, které je ale tak prázdné a nemá v sobě kousek hlubšího smyslu, že náhodný návštěvník z devatenáctého století by si při pohledu na naše oblíbené televizní programy, zábavní parky, reklamy, filmy, hudbu – tedy při pohledu na téměř všechny stránky naší popkultury – musel myslet, že prochází zemí slabomyslných lidí, jež ztratili veškerý kontakt s realitou. My sami to tak příliš nevnímáme, protože v této společnosti žijeme a daný stav bereme jako samozřejmost.“[1]
- „Ten, kdo v pravoslaví pozná pravdu, musí své hledání v horizontální rovině zastavit. Je důležité pokračovat vertikálně, hlouběji do pravoslaví. Kdyby pokračoval v úrovni horizontální a neustále hledal, jak být vnějšně správný, pak by se mohlo stát, že se ocitne mimo Církev.“
- „překážky pravoslavné misii v současnosti jsou tyto: A) Důvěřování v sebe sama - Lék: střízlivá nedůvěra v sebe sama; radit se s ostatními, zkušenými; vedení svatých Otců. B) Akademický přístup – příliš intelektuální, komplikovaný, nezavazující, abstraktní, neskutečný; spjatý s a). C) Nezachovávání tajemství Království, tlachy, publicita. Přílišný důraz na vnější stránku misie, úspěch. Nebezpečí tvoření prázdných ulit, formální misie bez podstaty. D) Duchovní zážitky. Příznaky: horečnaté vzrušení, vždy se děje něco "strašného, ohromujícího" – krev kypí. Nabubřelý slovník naznačuje nadutost místo pokory. Zdroje v protestantismu a ve vlastních názorech, „ulovených v povětří“. – Lék: střízlivá nedůvěra v sebe sama, neustálé „uzemnění“ ve svatých Otcích a životech svatých; poradit se. E). Zastrašení, vzdávání se – syndrom „vyhoření“. Příčina: důraz na vnější stránku, veřejné mínění atd. – Lék: důraz na vnitřní stránku, duchovní zápas, nezájem o vnější úspěch. Jestliže jsme toho pamětlivi, pak jsme následovníci (Krista ukřižovaného, ale vítězného). F) Dvojbřitá sekyra: liberálnost na jedné straně, úzkoprsost na druhé.“[2]

## Smrt
Během své práce v cele v srpnu 1982 pocítil akutní bolest a byl převezen do Mercy Medical Center  v Reddingu. Když dorazil do nemocnice, byl jeho stav kritický a upadl do bezvědomí. Vyšetřením se zjistilo, že krevní sraženina blokuje žíly vedoucí krev do jeho střev, což vytvořilo množství mrtvé tkáně. Po druhé operaci upadl do kómatu a už nenabyl vědomí. Stovky lidí navštívily nemocnici, slavily liturgii v jeho kapli a modlily se za zázrak. Modlitby přicházely až z Athosu, srdce pravoslavného mnišství. Rose zemřel 2. září 1982.
Jeho tělo leželo v klidu po několik dní v dřevěné rakvi v monastýru, který zbudoval. Návštěvníci potvrdili, že jeho tělo nepodléhalo rozkladu a posmrtné ztuhlosti, zůstalo vláčné a dokonce vonělo po růžích. Brzy po jeho smrti bylo zaznamenáno několik zázračných událostí, uzdravení a zjevení otce Serafína z celého světa. Brzy poté začal proces jeho kanonizace a často je mu dáván titul „blahoslavený“. Očekává se jeho svatořečení pravoslavným synodem synod a jeho hrob v monastýru svatého Hermana se stal oblíbeným místem poutníků.

## Monastýr svatého Hermana dnes
Monastýr svatého Hermana Aljašského v Platině je v současnosti součástí Západní diecéze srbské pravoslavné církve v USA. Všichni bratři jsou Američané, mnozí mluví rusky. Monastýr je kromě své publikační pomoci znám také svou činností na podporu mládeže s behaviorálními poruchami a poruchami učení. Návštěvníci sem přicházejí zejména 2. září, k výročí Roseho smrti.

## Dílo
- Blessed John the Wonderworker: A Preliminary Account of the Life and Miracles of Archbishop John Maximovitch. Platina: St. Herman of Alaska Brotherhood, 1987. (ISBN 0-938635-01-8)
- Genesis, Creation and Early Man. Platina: St. Herman of Alaska Brotherhood, 2000. (ISBN 1-887904-02-6)
- God's Revelation to the Human Heart. Platina: Saint Herman Press, 1988. (ISBN 0-938635-03-4)
- Letters from Father Seraphim. Nikodemos Orthodox Publication Society. (ISBN 1-879066-08-4)
- Nihilism: The Root of the Revolution of the Modern Age. Platina: St. Herman of Alaska Brotherhood, 1994. (ISBN 1-887904-06-9) (as Eugene Rose).
- Orthodoxy and the Religion of the Future. Platina: Saint Herman of Alaska Brotherhood, 1975. (ISBN 1-887904-00-X)
- The Apocalypse: In the Teachings of Ancient Christianity. Platina: Saint Herman of Alaska Brotherhood, 1985. (ISBN 0-938635-67-0)
- The Place of Blessed Augustine in the Orthodox Church. Platina: Saint Herman of Alaska Brotherhood, 1983. (ISBN 0-938635-12-3)
- The Soul After Death: Contemporary "After-Death" Experiences in the Light of the Orthodox Teaching on the Afterlife. Platina: St. Herman of Alaska Brotherhood, 1988. (ISBN 0-938635-14-X)